# Food truck

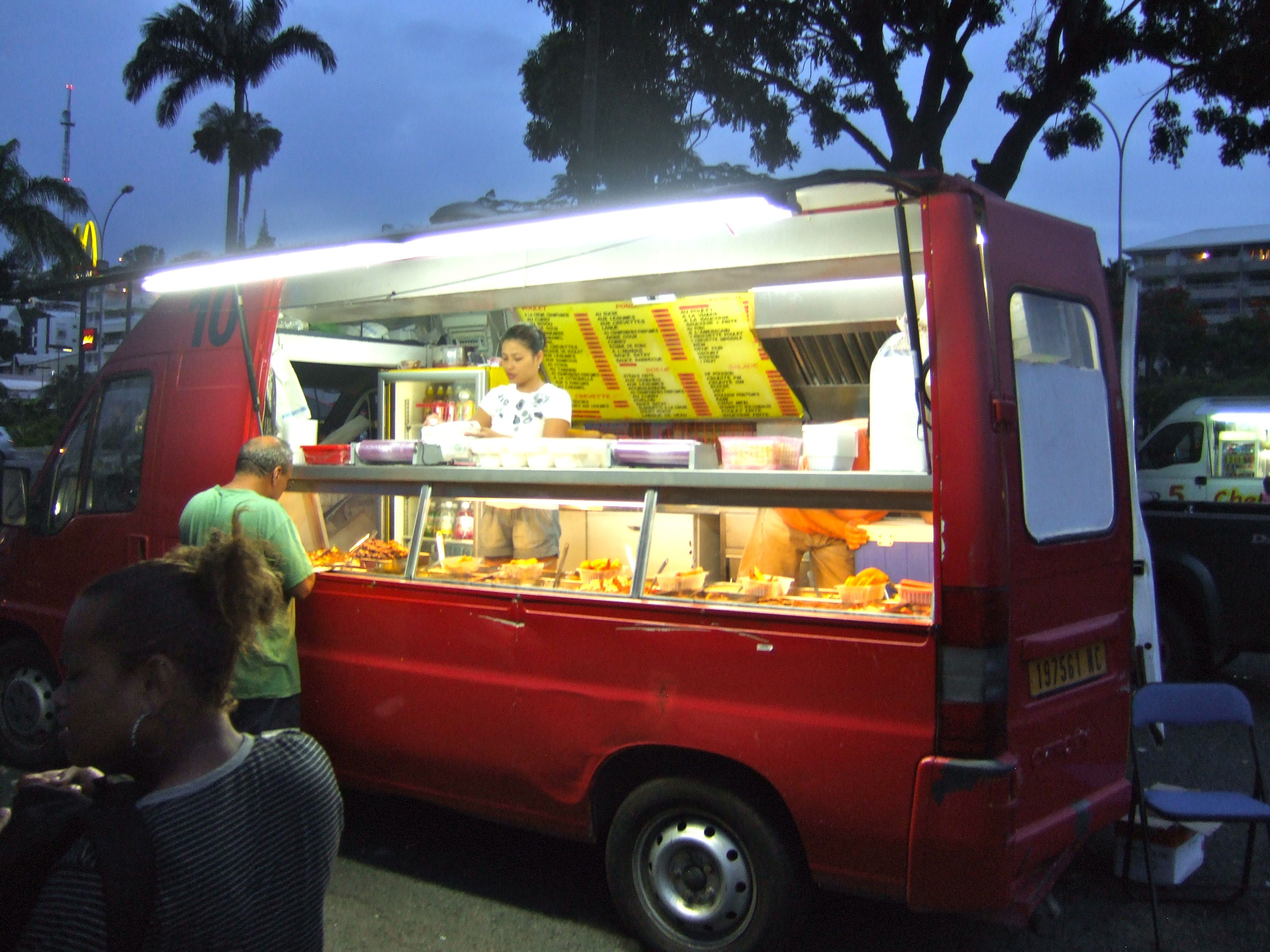
Foodtruck em Nouméa, na Nova Caledônia, servindo comida chinesa

Food truck (traduzido do inglês, "caminhão de comida") é um veículo que transporta e vende comida. Alguns, como caminhões de sorvete, vendem congelados ou pré-embalados; outros se assemelham a restaurantes sobre rodas. Alguns servem refeições específicas, como, por exemplo, tacos, kebab, hambúrguer e comida chinesa. No entanto, os food trucks ganharam maior destaque quando passaram a servir pratos mais elaborados ou mesmo destinados a supostos gourmets. Dessa forma, truck food ('comida de caminhão') parece ter deixado de ser um quase sinônimo de fast food.

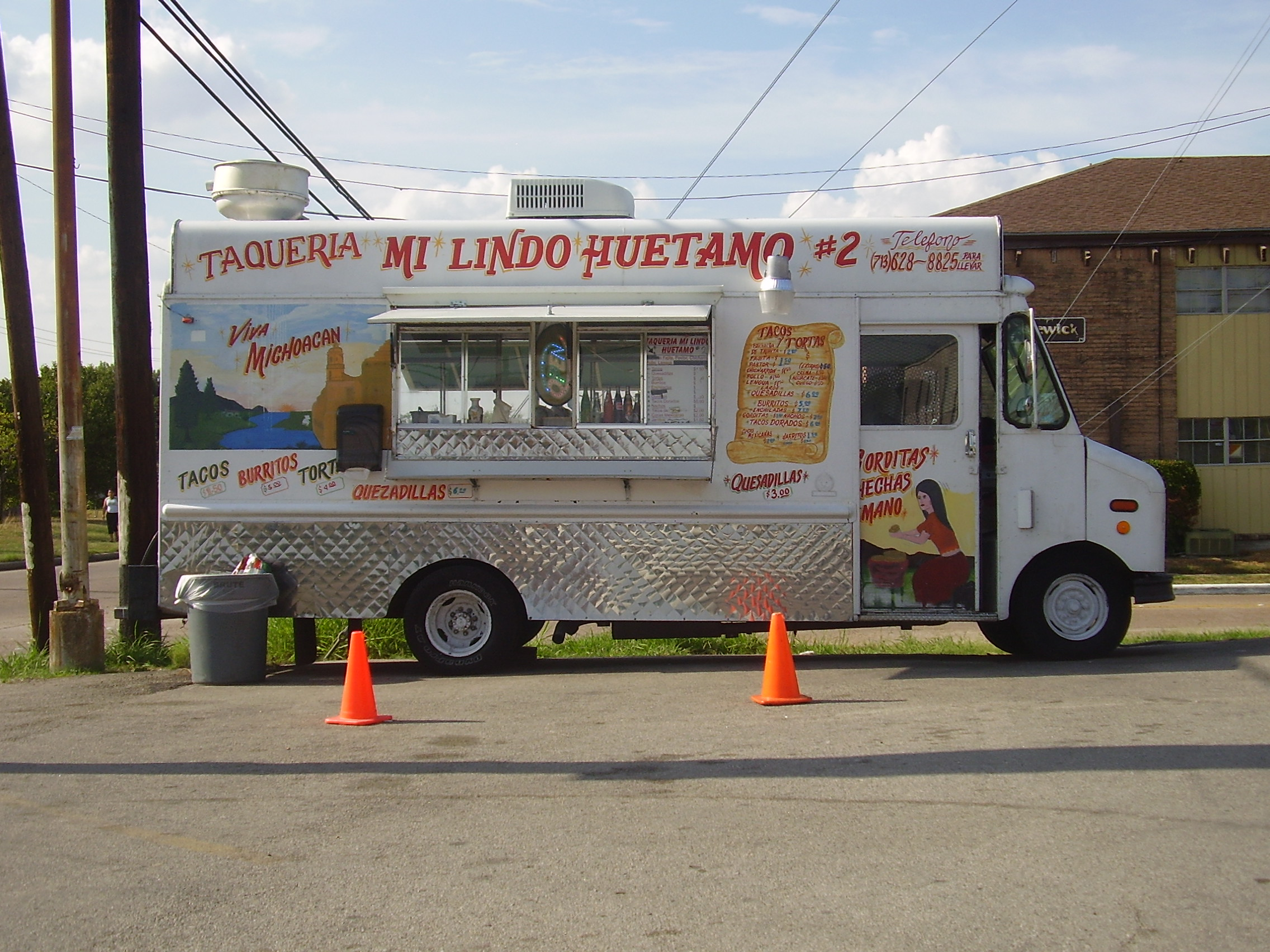
Food truck especializado em tacos em Houston, no Texas

Caminhões de alimentos também podem atender festas de carnaval, canteiros de obras, eventos esportivos, locais de trabalho, escolas, faculdades, edifícios de escritórios, parques industriais, oficinas, sets de filmagem, bases militares: ou seja, qualquer lugar onde exista demanda potencial por refeições regulares ou lanches. Os food trucks se tornaram um fenômeno popular em várias cidades dos Estados Unidos e do Canadá, como Toronto, Hamilton, Vancouver, Washington, D.C., New York, Austin, Houston, Los Angeles, San Francisco, Seattle, Saint-Louis, Calgary e Tampa.

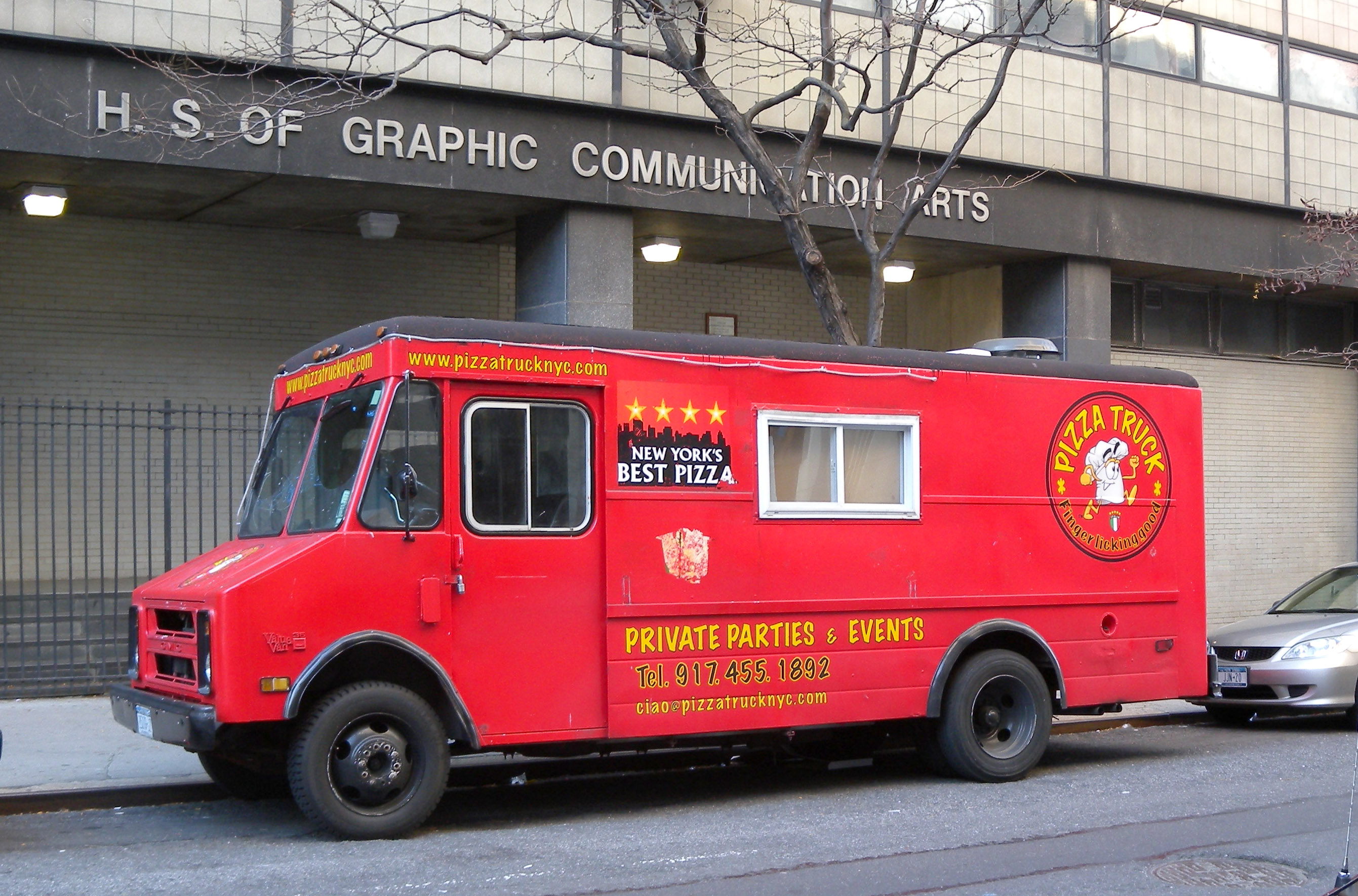
Um truck de pizza em Nova Iorque

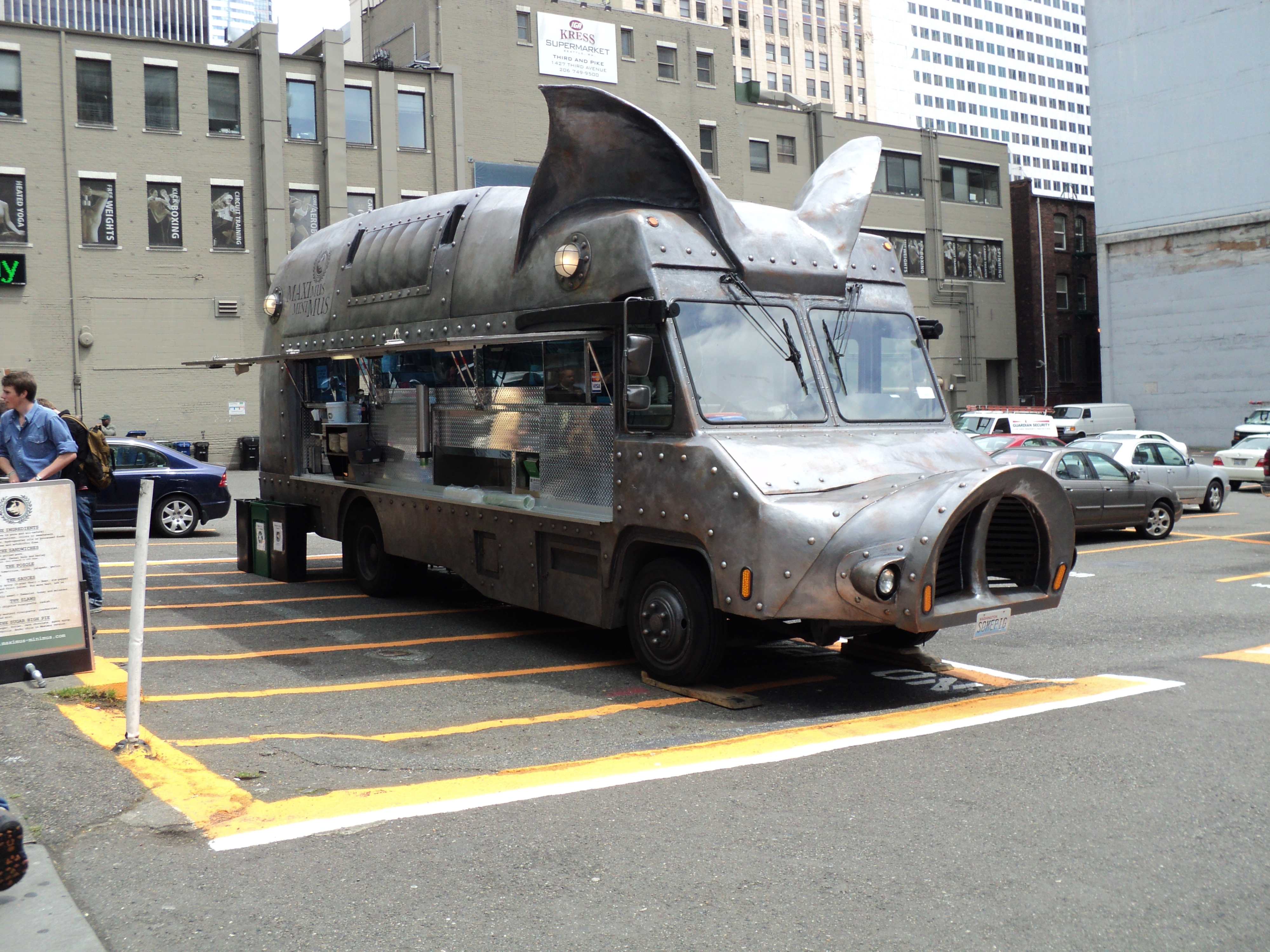
Maximus Minimus food truck em Seattle, em Washington

## Food trucksnamídia
Rastrear food trucks tornou-se muito simples. Com a ajuda de mídias sociais como o Facebook e o Twitter, uma pessoa pode descobrir onde seu truck gourmet favorito está a qualquer momento e receber as atualizações em promoções, novos itens do menu e alterações de local. Argumenta-se que esses meios de comunicação social foram os maiores contribuintes para o sucesso dos chamados food trucks gourmet. Além das mídias sociais, há uma série de programas de rastreamento de caminhões de alimentos para smartphones. Food trucks também aparecem regularmente na televisão americana.